# Parastrophius echinosoma
Parastrophius echinosoma är en spindelart som beskrevs av Simon 1903. Parastrophius echinosoma ingår i släktet Parastrophius och familjen krabbspindlar. Inga underarter finns listade i Catalogue of Life.